# Yvain
Pour les articles homonymes, voir Yvain (homonymie).

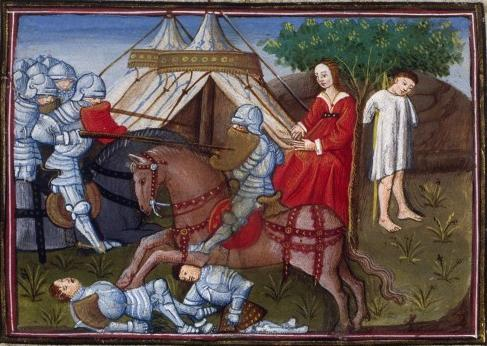
Yvain secourant la damoiselle. Enluminure tirée d'une version de Lancelot du Lac du XVe siècle.

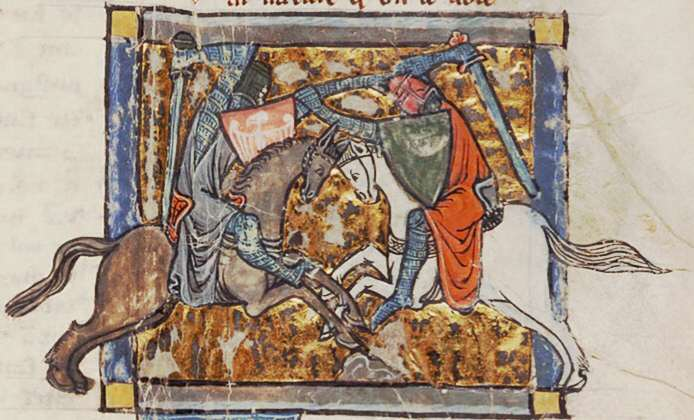
Combat d'Yvain et de Gauvain (d'après Chrétien de Troyes).

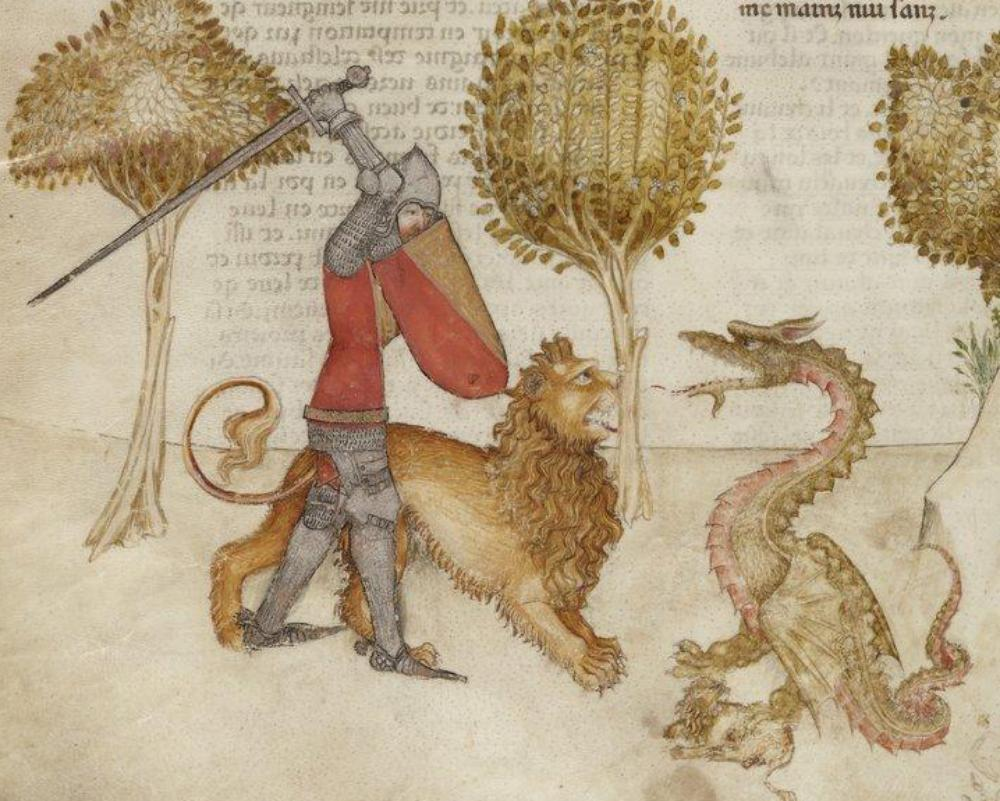
Yvain et son lion combattant un dragon dans une enluminure italienne du XIVe siècle.

Yvain est le nom de plusieurs personnages de la légende arthurienne, dont le principal est Yvain, chevalier de la Table ronde et héros d'un roman de Chrétien de Troyes, Yvain ou le Chevalier au lion. Il est aussi appelé Owain ou Owein (en gallois), Yvain ou Ewain (en anglais), ou encore Hiwenus (en latin), Ewein, Ivain ou Uvain. Il est parfois surnommé « le Preux » ou « le Grand ». Le visage d'Yvain est peut-être inspiré par Owain mab Urien, personnage semi-légendaire qui aurait régné sur le Rheged vers 590.
Dans la suite du Roman de Merlin de Robert de Boron (dite « Suite Huth »), Yvain est le fils du roi Urien et de Morgane. Il a un demi-frère, Yvain l'Avoûtre (c'est-à-dire « le bâtard »), fils d'Urien lui aussi excellent chevalier, évoqué par Chrétien de Troyes dans Erec et Enide et Le Conte du Graal. Dans la tradition galloise, Urien a aussi une fille nommée Morfydd.
Beaucoup d'autres personnages de la littérature arthurienne portent le nom d'Yvain, notamment Yvain aux Blanches Mains, Yvain l'Esclain, Yvain de Rivel et Yvain de Lionel, cités par Robert de Boron dans le Merlin en prose et par Chrétien dans Érec et Énide.
Dans la série télévisée Kaamelott, Yvain est le fils du roi Léodagan de Carmélides et de dame Séli, et le frère de la reine Guenièvre. Il forme un tandem avec Gauvain.

## Étymologie du nom
Yvain provient directement du nom gallois Owain, dont la forme moderne est Owen. Selon Joseph Vendryes, Owain, tout comme l'irlandais Eogain, correspond au celtique Esugenos, « né d’Ésus » (du dieu gaulois Ésus), ou « bien né » (équivalent au grec Εὐγένιος / Eugénios / Eugène). C'est un équivalent des prénoms bretons Erwan et Youenn.

## Graphie
Selon les langues, les époques et les différents auteurs (ou les erreurs de transcription), on trouve le nom de ce personnage également orthographié Ewaine, Ewein, Hiwenus, Ivain, Ivains, Ivam, Ivein, Ivonel, Ivonet, Ivoniaus, Iwain, Iwan, Iwein, Outrain, Owain, Owein, Urience, Uvain, Uwaine, Yain, Yeuvain, Yewain, Yuvain, Yvan, Yvonet, Yvonnet, Ywain ou Ywein.

## Yvain ou le Chevalier au lion
Yvain, le Chevalier au lion est un roman de chevalerie écrit par Chrétien de Troyes. Il conte les aventures et les amours d'Yvain, dans la tradition de l'amour courtois, où le chevalier doit traverser des embûches et mener nombre de combats pour conquérir la femme qu'il aime.
Dans ce récit, Yvain est le cousin de Calogrenant, et combat à égalité avec Gauvain. Il est également accompagné d'un lion qu'il a sauvé d'un serpent.

## Homonymes
Outre Yvain le Grand (ou le Preux) et Yvain l'Avoûtre, plusieurs autres personnages de la littérature arthurienne portent également le nom d'Yvain.
Ce qui suit est une liste de personnages nommés Yvain (ou une variante d'Yvain). Les œuvres dans lesquelles ils apparaissent sont en italique.
- Yvain aux Blanches Mains, fils de Daire, tué accidentellement par Érec au cours de la quête du Graal, dans Lancelot en prose, Suite Merlin, Tristan en prose, Palamède de Malroy, Perceval de Wauchier de Denain, La Demanda del Santo Grial et Les Armoiries des Chevaliers de la Table Ronde[11],[12] ;
- Yvain de Rivel ou Yvain li filz al roi Herveu (« le fils du roi Hervé »), le fils d'Hervis/Hernil de Rivel, dans Lancelot, Suite Merlin, Vulgate Suite Merlin et Armoiries[11],[12] ;
- Yvain de Lionel ou Yvain de Cinel ou Yvain d’Ussenel, fils de Grandalis et cousin éloigné des autres Yvain, dans Érec et Énide[7], Lancelot, Suite Merlin, Vulgate Suite Merlin, Demanda et Lancelot du lac de Paulin Paris,[12] ;
- Yvain l'Esclain ou Yvain le Noir, dans Lancelot, Suite Merlin, Tristan et Palamède ;
- Yvain de Cavaliot dans Érec et Énide[7] ;
- Yvain le rois de Lindezie dans Le Bel Inconnu (Le Biaus Desconëuz)[12] ;
- Yvain le Beau (Yvain li Biaus) dans Les Merveilles de Rigomer[12] ;
- Yvain li fiz à la Somière dans Rigomer[12] ;
- Yvain le Clain dans L’Histoire de Merlin l’enchanteur de Jacques Boulenger ;
- Di Blonde Ywein dans Torec de Jacques van Maerlant[12] ;
- Iwan Penelöi dans Lanzelet ;
- Ivam de Canelones d'Alamanha, équivalent d'Yvain de Lionel, dans la Demanda portugaise[12] ;
- Yvan de Nesguses de Baybola dans la Demanda espagnole[12] ;
- Ivains, le chef des lépreux dans Tristan et Iseut de Béroul.

Thomas Malory,  dans Le Morte d'Arthur, réunit en un seul personnage Yvain le Grand, Yvain l'Avoutre et Yvain aux Blanches Mains. Dans son roman L'Enchanteur, René Barjavel parle des douze Yvain, comprenant les fils et petit-fils d'Yvain le Grand, l'Avoutre et aux Blanches Mains.

## Liste d’œuvres dans lesquelles apparaît Yvain
- L’Historia Regum Britanniae (vers 1135) - Geoffroy de Monmouth cite « Hiwenus, filius Uriani »[13].
- le Roman de Brut (vers 1150) - Wace le nomme Ewein (« De Moraife Urian, li reis / E Ewein, sis fiz, li curteis »)[13].
- les romans de Chrétien de Troyes :
  - Érec et Énide (vers 1160-1164) - Yvain y est juste cité[7].
  - Yvain ou le Chevalier au lion (v. 1176) - il en est le personnage principal.
  - Lancelot ou le Chevalier de la charrette (entre 1176 et 1181).
  - Perceval ou le Conte du Graal (vers 1180 ou 1190).
- le Livre de Taliesin (fin du XIIIe siècle) - Owain mab Urien est évoqué dans les poèmes Gweith Argoed Llwyfain (La Bataille de Argoed Llwyfain) et Marwnad Owain (Chant funèbre d'Yvain).
- les Triades galloises (Trioedd Ynys Prydein), où le nom d’Owain, fils d’Urien, est attesté[13].
- Owein, ou le conte de la dame à la fontaine (« Owain, neu Iarlles y Ffynnon ») - équivalent gallois du Chevalier au lion[14].
- Iwein de Hartmann von Aue (vers 1203), traduction allemande du Chevalier au lion.

Le personnage d'Yvain, sans jouer un rôle primordial, est généralement présent dans les œuvres de la littérature arthurienne postérieures à Chrétien de Troyes. Par contre, il très peu représenté dans la bande-dessinée, les films ou séries consacrés au cycle arthurien. On compte malgré tout une BD Les Aventures d'Yvain écrite par Jean Ollivier et illustrée par José de Huéscar, parue dans Pif Gadget entre 1983 et 1985.

## Hommages
L'astéroïde (9501) Yvain, découvert en 1973, est nommé en son honneur.